# Lætitia Sadier
Lætitia Sadier (o Laetitia Sadier; Vincennes, 6 de mayo de 1968), también conocida como Seaya Sadier y a veces apodada "The Shah", es una cantante, teclista y guitarrista francesa conocida por su trabajo en las bandas Stereolab y Monade, de las cuales fue fundadora.
A fines de los años 1980, Sadier conoció al inglés Tim Gane, otro miembro fundador y líder de Stereolab, durante un recital en París del antiguo grupo de Gane McCarthy. Al poco tiempo se enamoraron y Sadier, que estaba interesada en la música pero decepcionada con la escena de rock de su país, se fue a vivir a Londres para estar con Gane e intentar tener una carrera en la escena musical de Inglaterra; y cantó en el último álbum de McCarthy. Tras la separación del mismo, fundó Stereolab con Gane, banda que se convirtió en una de las más importantes e influyentes de lo que los medios llamaron post-rock, editando una gran cantidad de material en los años 1990.
En Stereolab, Sadier fue vocalista junto a la australiana Mary Hansen (hasta que Hansen falleció en un accidente de tránsito en 2002), con quien desarrolló un estilo vocal de contrapunto que se volvió uno de los elementos más importantes del sonido de la banda. También tocó diversos teclados y guitarra, entre otros instrumentos. Sadier también se destacó por escribir las letras de las canciones de la banda, las cuales tocan temáticas sociopolíticas influenciadas por movimientos como el marxismo, el surrealismo y  la Internacional Situacionista. Sadier canta tanto en inglés como en francés.
En 2002 se produjo el fin de su relación romántica con Gane, con quien tuvo un hijo llamado Alex (1998). Al año siguiente su otro proyecto, Monade, editó su primer LP, Socialisme Ou Barbarie: The Bedroom Recordings. La banda editó otros dos álbumes, aunque Sadier sigue siendo parte de Stereolab.